# Guido Sutermeister

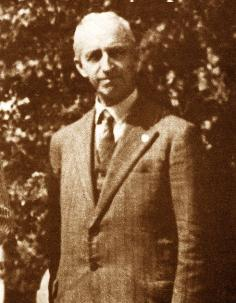
Guido Sutermeister

Guido Sutermeister (* 1884 in Intra; † 1964) war ein italienischer Archäologe und Ingenieur.
Guido Sutermeister trug wesentlich zur Erforschung der Canegrate-Kultur sowie der Patera von Parabiago bei.
Nach ihm sind die Stiftung für Gesellschaft für Kunst und Geschichte Legnanos und das dazugehörige Museum (Museo civico Guido Sutermeister) benannt.
Sutermeister war mit Carlo Sutermeister verwandt.